# شبیب الخالدی
شبیب الخالدی (انگلیسی: Shabaib Al-Khaldi؛ زادهٔ ۱۱ اوت ۱۹۹۸) بازیکن فوتبال اهل کویت است.
از باشگاه‌هایی که در آن بازی کرده‌است می‌توان به باشگاه ورزشی کاظمه کویت اشاره کرد.
وی همچنین در تیم ملی فوتبال کویت بازی کرده‌است.